# Mince and tatties

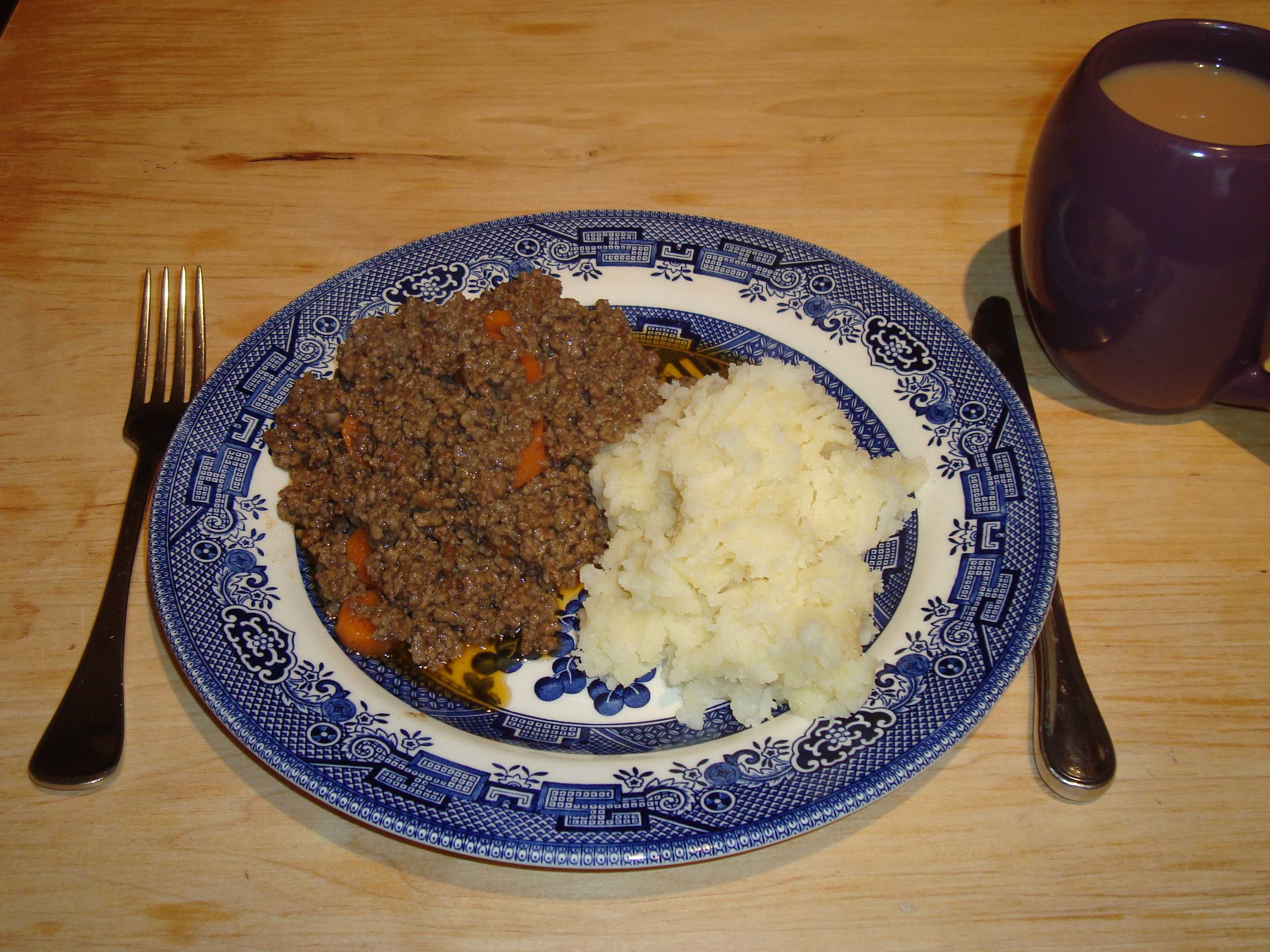
Plato de mince and tatties

Mince and tatties es un plato típico escocés, compuesto de carne picada y puré de papas que a veces se acompaña con verduras. Es común que se sirva en escuelas, aunque algunos chefs han querido modernizar el plato.

## Preparación
No tiene una receta fija, por lo que las variantes abundan. Básicamente consta de carne molida, cebollas, zanahorias u otros vegetales y condimentos. Algunas variantes incluyen como espesante harina, avena o maicena.

## Historia
A pesar de que los británicos no consumen platos locales, este aún tiene cierta popularidad. Una encuesta realizada por el Daily Express en 2009 señala que un tercio de los encuestados lo consumía al menos una vez por semana, siendo el más popular y consumido comparado con platos como el salmón ahumado, haggis, pasteles tradicionales y Scotch broth. En la Isla de Mull se realiza una competencia anualmente para determinar el mejor mince and tatties.
En 2006 la Unión Europea introdujo una nueva reglamentación acerca del procesamiento de la carne, informó el Daily Mail. Se pensó que sería el fin para el tradicional plato por las nuevas limitaciones de la elección del tipo de carne. Esto resultó en que dirigentes del Partido Nacional Escocés y el primer ministro de Escocia Alex Salmond anunciaran: " Pueden tomar nuestras vidas pero ellos nunca controlarán el modo de hacer mince and tatties. Estoy seguro que si algunos de los comisionados europeos probaran el mince and tatties, el riesgo sobre el plato disminuiría. Pero lucharemos en cada playa y carnicería para mantener firme al mince and tatties."
El platillo siempre ha sido preparado en las escuelas, donde ganó popularidad por su sencillez y rendimiento. En años recientes,  ha habido intentos para modernizar la receta, resultando que apareciera en la lista de las mejores 100 comidas de Londres en 2012 realizado por Time Out. La versión del restaurante Dean Street Townhouse fue la seleccionada.